# Dave Cameron
David William „Dave“ Cameron (* 29. Juli 1958 in Charlottetown, Prince Edward Island) ist ein kanadischer Eishockeyspieler und derzeitiger -trainer. In den Jahren 1981 bis 1984 kam der Center auf 168 Einsätze für die New Jersey Devils und die Colorado Rockies in der National Hockey League, verbrachte allerdings den größten Teil seiner aktiven Karriere in Minor Leagues.
Camerons Laufbahn als Trainer ist insbesondere mit der Ontario Hockey League verbunden, in der er über 10 Jahre drei Mannschaften begleitete. Zudem stand er bei mehreren Junioren-Weltmeisterschaften für kanadische Nationalmannschaften hinter der Bande. Von 2011 bis 2016 war der Kanadier Bestandteil des Trainerstabs der Ottawa Senators aus der NHL, die er von Dezember 2014 bis April 2016 auch als Cheftrainer betreute. Anschließend fungierte er von 2016 bis 2018 als Assistenztrainer der Calgary Flames.

## Karriere
Dave Cameron kam in Charlottetown zur Welt, wuchs allerdings im ca. 50 Kilometer entfernten Kinkora auf. Er besuchte die University of Prince Edward Island und spielte dort von 1976 bis 1979 für die Panthers in der Canadian Interuniversity Athletics Union.

### Als Profispieler
Während des NHL Amateur Draft 1978 wählten die New York Islanders Cameron an 135. Position aus. Zur Saison 1979/80 wechselte er in die Organisation der Islanders und verbrachte den Großteil der Saison bei deren Farmteam, den Indianapolis Checkers, die erst kurz zuvor in die Central Hockey League (CHL) aufgenommen wurden. Hinzu kamen sechs Einsätze für die Fort Wayne Komets in der International Hockey League (IHL).
Nachdem er die Spielzeit 1980/81 komplett in Indianapolis verbracht hatte und ins CHL Second All-Star Team gewählt worden war, gaben ihn die Islanders am 1. Oktober 1981 samt Bob Lorimer an die Colorado Rockies ab und erhielten im Gegenzug ein Erstrunden-Wahlrecht für den NHL Entry Draft 1983 (Pat LaFontaine). Bei den Rockies etablierte sich der Angreifer auf Anhieb, debütierte somit in der National Hockey League (NHL) und erzielte in 66 Einsätzen 23 Scorerpunkte. Nach dieser Saison 1981/82 zog das Franchise nach New Jersey um und firmierte fortan als New Jersey Devils. Cameron verbrachte die Spielzeit 1982/83 zu etwa gleichen Teilen bei den Devils und deren neuen Farmteam, den Wichita Wind, in der CHL, ehe er im folgenden Jahr wieder fest in den Stammkader zurückkehrte und 67 Spiele absolvierte. Dies sollte bereits letzte NHL-Saison darstellen, sodass er nur drei Jahre in der höchsten Eishockeyliga Nordamerikas verbrachte.
Die Saison 1984/85 in der American Hockey League (AHL), die er bei den Maine Mariners und den Moncton Golden Flames verbracht hatte, sollte seine letzte auf professionellem Niveau sein – abgesehen von einem einzigen AHL-Einsatz, den er zehn Jahre später für die Saint John Flames absolvierte.

### Studium, Beruf und Amateursport
Die Zwischenzeit verbrachte Dave Cameron mit seiner privaten Berufsausbildung und Eishockey auf Amateur-Niveau in seiner Heimat. So kehrte er an die University of Prince Edward Island zurück und absolvierte dort ein betriebswirtschaftliches Studium, für dessen Abschluss er zehn Jahre benötigte. Mit dieser Dauer hält er laut eigener Aussage den Rekord an der Universität. Im Anschluss war er für kurze Zeit als Trainee bei der Bank of Nova Scotia beschäftigt, ehe er diese Stelle aufgab und in der Folge in einer Einrichtung für jugendliche Straftäter arbeitete. Später war er an einer High School als Guidance Counsellor, einer Art Beratungslehrer, tätig.
Neben seiner beruflichen Tätigkeit spielte Cameron bis 1991 in der New Brunswick Senior Hockey League (NBSHL) für die Summerside Western Capitals und die Fredericton Alpines. Nachdem er von 1991 bis 1994 nicht aktiv gewesen war, folgte in der Saison 1994/95 sein kurzes Comeback in der AHL, in dessen Folge er seine aktive Karriere beendete.

### Als Trainer

#### Zwischen OHL und AHL
Direkt im Anschluss trat er 1995 seine erste Stelle als Cheftrainer an, bei den Detroit Falcons aus der Colonial Hockey League. Er betreute das Team weiterhin, als es nach der Saison nach Port Huron umgesiedelt wurde und fortan als Port Huron Border Cats firmierte. In beiden Jahren führte er die Mannschaft in die Play-offs, kam dort allerdings nie über die zweite Runde hinaus. Mit Beginn der Saison 1997/98 wurde er als neuer Cheftrainer der Sault Ste. Marie Greyhounds aus der Ontario Hockey League, einer der drei höchsten kanadischen Juniorenligen, vorgestellt. In Sault Ste. Marie zeitigte Camerons Engagement kaum sportliche Erfolge, sodass er die Mannschaft nach zwei Jahren verließ und sich in der Saison 1999/2000 den St. John’s Maple Leafs aus der AHL als Assistenztrainer anschloss, wobei er damit zum ersten Mal auf professionellem Niveau tätig war.
Nach dieser Saison kehrte er allerdings in die OHL zurück und coachte fortan die Toronto St. Michael’s Majors, wo zu dieser Zeit auch sein Sohn Connor aktiv war. Mit den St. Michael’s Majors war der Kanadier deutlich erfolgreicher, so erreichte er in allen vier Jahren seiner Amtszeit das Conference-Finale und wurde 2001 und 2002 ins OHL Second All-Star Team gewählt. Nach seinem Engagement in Toronto sammelte Cameron erstmals international Erfahrung, als er im Sommer 2004 mit der kanadischen U18-Nationalmannschaft den Nations Cup (heute Ivan Hlinka Memorial Tournament) gewann. Direkt im Anschluss unterschrieb er als Cheftrainer bei den Binghamton Senators in der AHL. Mit den Senators erlangte er in seiner Debütsaison die F. G. „Teddy“ Oke Trophy als bestes Team der Northeast Division, jedoch verpasste er in den folgenden beiden Jahren jeweils die Play-offs, 2006/07 gar als schlechtestes Team der Liga, und wurde in der Folge entlassen.
In der Folge kehrte er erneut in die OHL zurück und stand fortan wieder für die Mississauga St. Michael’s Majors hinter der Bande, die den Nachfolger der Toronto St. Michael’s Majors darstellten. Den größten Erfolg erzielte die Mannschaft in der Saison 2010/11, als die Majors nicht nur das punktbeste Team der regulären Saison waren (Hamilton Spectator Trophy), sondern auch das Play-off-Finale erreichten (Bobby Orr Trophy), dort allerdings den Owen Sound Attack unterlagen. Allerdings nahm man als Gastgeber trotzdem am Memorial Cup 2011 teil und unterlag dort erst im Finale den Saint John Sea Dogs. Ferner wurde der Kanadier 2011 und auch schon 2010 ins OHL Second All-Star Team gewählt.
Während seiner Zeit in Mississauga war der Kanadier auch vermehrt für die Nachwuchsnationalmannschaften Kanadas verantwortlich, so gewann er als Assistenztrainer 2009 die Gold- und 2010 die Silbermedaille bei U20-Weltmeisterschaften. Bei der U20-WM 2011 stand er erstmals als Cheftrainer hinter der Bande und gewann die Silbermedaille, obwohl das Team im Finale gegen Russland bereite 3:0 führte, ehe man durch fünf Gegentore im letzten Drittel mit 3:5 unterlag.

#### Ottawa und Calgary
Mit diesen Erfolgen wurde Cameron auch für NHL-Franchises interessant, so stellten ihn die Ottawa Senators mit Beginn der Saison 2011/12 als Assistenztrainer unter dem neuen Chefcoach Paul MacLean ein; allerdings wurde Cameron auch für die Position des Cheftrainers in Betracht gezogen. Obwohl MacLean 2013 noch den Jack Adams Award als bester Trainer erhielt, entließ ihn General Manager Bryan Murray im Dezember 2014 und installierte Cameron als seinen Nachfolger.
Unter Cameron gewannen die Senators 32 der 55 verbleibenden Spiele, wobei die Mannschaft einen 14-Punkte-Rückstand auf die Playoff-Plätze aufholte, was in der modernen NHL-Geschichte noch keinem Team gelungen war. Somit führte Cameron die Sens nach einem Jahr Abstinenz wieder in die Playoffs, in denen man allerdings in der ersten Runde an den Canadiens de Montréal scheiterte. Nach der Spielzeit 2014/15 unterzeichnete er einen neuen Zweijahresvertrag. Nachdem die Mannschaft jedoch in der Saison 2015/16 die Playoffs verpasst hatte, wurde Cameron im April 2016 samt seinem Trainerstab entlassen. Wenige Wochen später war er als Assistenztrainer von Bill Peters mit der kanadischen A-Nationalmannschaft bei der Weltmeisterschaft 2016 vertreten und gewann mit dem Team dort die Goldmedaille
Im Juli 2016 wurde er als Assistenztrainer von Glen Gulutzan bei den Calgary Flames vorgestellt. Gemeinsam betreuten sie das Team zwei Spielzeiten lang, wurden jedoch im April 2018 nach dem Verpassen der Playoffs von ihren Pflichten enthoben.

#### Vienna Capitals, Hockey Canada und Ottawa 67’s
Im Mai 2018 wurde Cameron als neuer Cheftrainer der Vienna Capitals aus der Erste Bank Eishockey Liga vorgestellt. In seinem ersten Jahr bei den Capitals erreichte er das Finale, scheiterte allerdings am EC KAC. Bei der Saisonabschlussfeier im April 2019 wurde die Verlängerung seines Vertrags bekanntgegeben. Es folgten zwei weitere Jahre bei den Capitals, eine weitere Vertragsverlängerung im Juni 2021 und im Juli 2021 die Vertragsauflösung. Um diese bat Cameron, da er vom kanadischen Eishockeyverband das Angebot bekommen hatte, die U20-Nationalmannschaft zu U20-Junioren-Weltmeisterschaft 2022 zu führen. Zudem übernahm er den Cheftrainerposten bei den Ottawa 67’s aus der OHL. Als Trainer der 67’s wurde er 2023 mit der Matt Leyden Trophy und dem Brian Kilrea Coach of the Year Award geehrt.

## Erfolge und Auszeichnungen
als Spieler
- 1981 CHL Second All-Star Team

als Assistenztrainer
- 2009 Goldmedaille bei der U20-Weltmeisterschaft
- 2010 Silbermedaille bei der U20-Weltmeisterschaft
- 2016 Goldmedaille bei der Weltmeisterschaft 2016

als Cheftrainer
- 2001, 2002, 2010 und 2011: OHL Second All-Star Team
- 2004 Goldmedaille beim Nations Cup
- 2005 F. G. „Teddy“ Oke Trophy mit den Binghamton Senators
- 2011 Hamilton Spectator Trophy mit den Mississauga St. Michael’s Majors
- 2011 Bobby Orr Trophy mit den Mississauga St. Michael’s Majors
- 2011 Silbermedaille bei der U20-Weltmeisterschaft
- 2023 Matt Leyden Trophy
- 2023 OHL First All-Star Team
- 2023 Brian Kilrea Coach of the Year Award

## Karrierestatistik

### Spielerstatistik
(Legende zur Spielerstatistik: Sp oder GP = absolvierte Spiele; T oder G = erzielte Tore; V oder A = erzielte Assists; Pkt oder Pts = erzielte Scorerpunkte; SM oder PIM = erhaltene Strafminuten; +/− = Plus/Minus-Bilanz; PP = erzielte Überzahltore; SH = erzielte Unterzahltore; GW = erzielte Siegtore; 1 Play-downs/Relegation; Kursiv: Statistik nicht vollständig)

### NHL-Trainerstatistik
| Team            | Saison  | reguläre Saison | reguläre Saison | reguläre Saison | reguläre Saison | reguläre Saison | reguläre Saison  | Play-offs          | Play-offs          | Play-offs                |
| Team            | Saison  | Spiele          | S               | N               | OTL             | Pts             | Platz            | S                  | N                  | Resultat                 |
| --------------- | ------- | --------------- | --------------- | --------------- | --------------- | --------------- | ---------------- | ------------------ | ------------------ | ------------------------ |
| Ottawa Senators | 2014/15 | 55              | 32              | 15              | 8               | 72              | 4. (Atlantic)    | 2                  | 4                  | Conference-Viertelfinale |
| Ottawa Senators | 2015/16 | 82              | 38              | 35              | 9               | 85              | 5. (Atlantic)    | nicht qualifiziert | nicht qualifiziert | nicht qualifiziert       |
| Gesamt          | Gesamt  | 137             | 70              | 50              | 17              | 157             | 0 Divisionstitel | 2                  | 4                  | 0 Stanley Cups           |

S=Siege; N=Niederlagen; OTL=Niederlage in Verlängerung bzw. Shootout; Pts=Punkte

## Persönliches
Cameron ist verheiratet und hat zwei Söhne. Einer seiner Söhne, Connor Cameron (* 1985), spielte mehrere Jahre in der OHL, unter anderem mit seinem Vater als Cheftrainer bei den Toronto St. Michael’s Majors, ehe er seine aktive Karriere früh beendete und unter anderem als Cheftrainer des KHL Medveščak Zagreb in der Kontinentalen Hockey-Liga tätig war.
Auch sein Bruder, Charlie Cameron, spielte in seiner Jugend (1981–1984) für die Summerside Western Capitals Eishockey.